# كونستانتين أل. إيونيسكو كايون
كونستانتين أل. إيونيسكو كايون (ولد باسم كونستانتين ألكسندرو إيونيسكو وعُرف باسم كايون؛ 1882 - نوفمبر أو ديسمبر 1918) كان صحفيًا وشاعرًا رومانيًا، واشتُهر في المقام الأول بسبب نزاعه القانوني مع الفكاهي أيون لوكا كاراجياله. كان يتبع الحركة الرمزية، وهو تلميذ أليكساندرو مكدونيسكي، وكان مدافعًا شرسًا عن الفرانكوفيلية، ومعارضًا قياديًا للتقاليد الأدبية. وتشتمل أعماله المتناثرة على مقالات وقصص قصيرة وشعر نثري، واشتُهر بمراجعه الثقافية، لكن لم يكن له تأثير يذكر على الأدب الروماني. وكصحفي أعطى كايون الأولوية للفضائح، واتهم كاراجياله بالسرقة الفكرية وخسر محاكمة المشاهير اللاحقة لعام 1902، قبل أن يتراجع جزئيًا ويفوز بإعادة المحاكمة. وعلى الرغم من غزله للقومية الرومانية، ركز كايون حيويته على التيار الأدبي القومي المعاصر في ترانسيلفانيا.
كان إيونيسكو كايون مؤسس العديد من المجلات، أبرزها رومانول ليترار. وقد صُممت في الأصل كمكمل أدبي لصحيفة رومانول اليومية، وأصبحت منبرًا للحركة الرمزية الرومانية لماكدونيسكي، وساعدت في اكتشاف الشاعر المعاصر الشهير جورج باكوفيا. وخلال الحرب العالمية الأولى كان يتأرجح بين المعسكرين المتحاربين، وأصدر كايون صحيفة كرونيكارول. وكان ذلك آخر نشاط معروف له في الصحافة الرومانية.
كان كايون شخصية متناقضة وكان مثالًا للعار والسخرية في رومانيا، ومن الواضح أن مزاعمه التي لا أساس لها ضد كاراجياله قد حيرت المؤرخين الأدبيين. وفي ترانسيلفانيا كان اسم كايون لفترة من الوقت مرادفة للصحافة الصفراء.

## سيرته

### عمله المبكر
لم يُسجل سوى القليل عن جذور كايون، بخلاف أنه كان رومانيًا كاثوليكيًا ورعًا، ودائم الحضور إلى كاتدرائية سانت جوزيف. وكان له حضور مبكر في الصحافة الثقافية. وبعد عام 1897 عندما كان عمره 15 عامًا طبعت تأريخاته الثقافية في عدة صحف تحت أسماء مستعارة مختلفة مثل سي إيه أي نيكا بوردوشيل، وأيون فيليونيسكو، ومارين جيليا، وأيزاك شتو ميكو، ورومان موشات، وأسماء أخرى. وفي يناير عام 1898 عُين في صحيفة أدفيرول اليومية، حيث غطى الجولة الرومانية للكاتب سور بيلادان، وهو كاتب صوفي وصاحب أسلوب ساحر، وقد فشل في إثارة إعجاب المراسل الشاب، الذي كتب ادعاءات مختلفة فيها نوع من السخرية. بعد ذلك أيضًا انضم إلى مجلة ماكدونيسكي الفنية الانتقائية ليتيراتورول (المعروفة خلال الفترة باسم ريفيستا ليتيرارا). وكان مهتمًا بالإمبراطورية الرومانية وقد نشر مع ليتيراتورول سيرة مقارنة بين يوليوس قيصر وأغسطس، وأعيد نشرها ككتاب لكارول غوبل من بوخارست.
في عام 1898 أيضًا أكمل إيونيسكو كايون ترجمته لكتاب جوناثان سويفت رحلات غوليفر، الذي نشرته مجموعة أدفيرول مكتبة الموسوعة باسم (ثلاث سنوات من المعاناة: رحلة غريبة). وجاء ذلك مع دراسة كايون النقدية الخاصة لسويفت. ووفقًا لمفكرة الدراسات الإنجليزية ميهايلا مودوريه كان كايون «صحافيًا شهيرًا وكاتبًا غير مهم»، ومع ذلك كان أول روماني ينشر مقالًا عن سويفت، وإن لم يكن «رفيع الثقافة كثيرًا»؛ ولاحظت ميهايلا أن الترجمة أضافت لمسة جنسية لبعض مغامرات غوليفر. وقد نشر كايون ترجمات أخرى مماثلة مع مكتبة الموسوعة، حيث قدم أعمالًا لتوماس بايلي ألدريش، ولويس هنري بوسينارد، وهنري دي غرافيني، ولويس جاكوليو، وآخرين.
بموجب عقده مع أدفيرول (1899) نشر كايون ترجمته من روايات بروسبر كاستانير، التي تتناول «الانحلال الروماني». وفي عام 2011 اقترح الناقد أنجيلو ميتشيفيتشي أن مقدمة كايون للمجلد بالغت في مديح مزايا كاستانير، لكنها لا تزال «مثيرة للاهتمام» لإظهار شعبية «حركة الانحلال» في رومانيا في تسعينيات القرن التاسع عشر: كانت حجة كايون هي أن روما وقعت ضحية «الفخامة الآسيوية» والجنسانية الراقية (الحفلات الماجنة). وجرى نشر نصوص كايون الخاصة حول موضوع الانحلال في شكل كتيبات من قبل أخوية ريتو الفرنسية. وتتضمن قائمة مراجعه لعام 1899 مقالة «محادثات حول الفن»، وكذلك مجموعة مختارة من رواياته الخاصة مع أدفيرول.
لا يُعرف الكثير عن مشاركات كايون الأخرى، بخلاف أنه التحق بكلية الآداب بجامعة بوخارست، في نفس العام الذي درس فيه زميله الصحفي يوجين بورن. وعلى الرغم من إقامته في العاصمة، فقد حافظ على علاقاته مع شباب ياش، ونشر مع أي. أي. ميرونيسكو في مجلة المدرسة الثانوية سي. نيغروزي. وتضمن عمله مقالًا عن أعمال الروائي الذي يحمل نفس الاسم (نيغروزي). وألقت الشرطة الرومانية القبض على «كونستانتين إيونيسكو»، في كاليه فيكتوريي في بوخارست، الذي حدده المؤرخ الأدبي فيكتور دورنيا مبدئيًا بأنه كايون المستقبلي، وحدث ذلك أثناء تجمع طلابي قومي (13 سبتمبر 1894). وكان لا يزال مسجلًا في الجامعة في عام 1899، عندما نظم حدثًا خيريًا لإفادة تلاميذ المدارس الفقراء في كامبينا.

## بداياته في الرمزية
على الرغم من تورطه اللاحق في فضائح مختلفة، لم يكن يُنظر إلى إيونيسكو كايون على أنه صحافي عادي. ويشير المؤرخ لوسيان بويا إلى أنه «لم يكن إعلاميًا غير جدير». ونحو عام 1900 أصبح كايون من المتعاطفين مع الحركة الرمزية الرومانية، التي كان زعيمها الشاعر ماسيدونسكي. وألحقه العالم اللغوي ستيفان كازيمير بتيار «الانفصالية» في الأدب الروماني، واشتهر كايون بقصيدة نثرية مخصصة بالكامل لشعر محبوبته (موضوع متكرر في الأدب الرمزي، أخذه المؤلف الروماني إلى أقصى الحدود). وكان كثير التواجد في منزل ماسيدونسكي، وبدأ كايون حملة للترويج لمؤلفين رومانيين صغار في فرنسا. وكما لاحظ النقاد كانت صلاته الفرنسية نفسها مجلات هامشية، وذات أجندات كاثوليكية شرعية وتقليدية.
كان كايون مهتمًا دائمًا بالتاريخ، وفي عام 1900 أكمل دراسته عن أمير الأفلاق (فالاشيا) جورجي بيبسكو تحت اسم (في عهد بيبسكو)، وجرى نشره لأول مرة كإضافة لكتيب جورجي بيبسكو (إعدام). واستمر ابن الأمير الفقير بيبسكو بتوظيف كايون كمدافع عنه ومؤلف مشارك: في عام 1901 نشرا عملًا موسعًا حول موضوع شكاوى عائلة بيبسكو ضد المؤسسة الرومانية الحديثة. وبالترادف نشر كايون مقارنته بين الحتمية التاريخية والنفسية مع كتيب موضوعي. وتجميعه الأول (الدراسات التاريخية) كان متاحًا أيضًا في عام 1901.
ينتمي كايون أيضًا إلى المجلة الانتقائية نوا ريفيستا رومان، حيث نشر وثائق تاريخية مشكوك في صحتها، وفي عام 1902 نشر مقال (من الظلال. الأخلاق العتيقة). ومن عام 1900 حتى عام 1903 جرى توظيفه في المعهد الموسيقي في بوخارست، حيث ألقى محاضرات في «تاريخ العالم الانتقائي»، ونشر مؤتمراته ككتاب جامعي.
وفقًا لرواية واحدة على الأقل واجه كايون لأول مرة سخرية كاراجياله عندما أرسل له قصيدتين رمزيتين. والتقط الكاتب الكبير روح الدعابة العفوية، وشرع في السخرية من كايون. ويعتقد المؤرخ الأدبي تيودور فيانو أن كايون كان غاضبًا بشكل خاص عندما سخرت مجلة كاراجياله مفول رومان من قصيدته النثرية الانفصالية. وضمن سخريته تظاهر كاراجياله بالحماس تجاه ظهور الكاتب الشاب لأول مرة. واقترح ساخرًا أن يستمر الشاعر الشاب في كتابة رواية «غنائية - منحلة - رمزية - صوفية - شعرية – انفصالية» عن مجتمع فني لمصففي الشعر، يقوم أعضاؤه بلصق خيوط من الشعر على اللوحات أو ينحتون الصابون على أشكال بشرية.